# L'Empreinte de Cinq
L'Empreinte de Cinq (titre original : The Fall of Five) est un roman de science-fiction américain écrit par Jobie Hughes et James Frey (sous le pseudonyme de Pittacus Lore) et publié en 2013 puis traduit en français et publié en 2014. Il s'agit du quatrième tome de la série Lorien Legacies qui en compte sept.

## Résumé
Le livre commence du point de vue de Sam. Emprisonné dans une base mogadorienne, il est libéré par son père Malcolm qu'il pensait mort. Les Gardanes ont trouvé la localisation de Numéro Cinq et vont aller le chercher. Ils le retrouvent et se font attaquer par des Mogadoriens. Quatre et Six, rejoints par Malcolm et Sam,  ramènent Cinq à Chicago dans leur "base". Ils vont s'entraîner tous ensemble et vont découvrir, pendant une mission dans les Everglades, que Cinq est en fait du côté des Mogadoriens. Pendant ce temps à Chicago, Ella est plongée dans une sorte de coma. Quatre essaie de la réveiller et se retrouve plongé dans un rêve où Six est assassiné par Cinq. Dans les Everglades, Cinq essaye de rallier Marina (Sept) et Huit à sa cause mais ils refusent. Il tente alors de tuer Neuf qu'il déteste mais Huit s'interpose et est tué. Marina, amoureuse de Huit, et déchirée par sa mort se découvre un nouvel Héritage (le pouvoir de glacer ce qui l'entoure) et crée une stalagmite qui crève l'œil de Cinq. À Chicago, la mort de Huit entraîne le réveil de Quatre qui se retrouve au milieu d'un combat entre Sam, Sarah, Malcolm et les Mogadoriens. Il réussit à sauver les trois humains mais doit pour cela laisser Ella se faire capturer par les Mogadoriens. Le roman s'achève par la rencontre entre Quatre et Adam, un Mogadorien rebelle, ami de Malcolm.